# Hernando Irahola
Hernando Irahola (n. ca. 1948), es un cantante boliviano, radicado en Argentina, con registro de barítono, orientado principalmente a la música folklórica de América y negro spiritual, que integra el grupo vocal Opus Cuatro desde 1975 y es su arreglador vocal.

## Trayectoria
Hernando Irahola, en la década de 1970, integraba el Coro Universitario de La Plata, en su condición de estudiante de la Facultad de Ingeniería de la Universidad Nacional de La Plata. Allí estableció relación con los integrantes del grupo Opus Cuatro, quienes lo convocaron para reemplazar a Lino Bugallo en 1975, permaneciendo como barítono del grupo desde entonces y convirtiéndose más adelante en el arreglador vocal.
Opus Cuatro había debutado el 10 de julio de 1968 y se convertiría en uno de los grupos vocales más importantes de América Latina, manteniéndose activo desde entonces sin interrupciones. Al comenzar 2009, habían realizado 7100 actuaciones en 450 ciudades de todo el mundo, incluyendo 25 giras por Europa y 9 por Estados Unidos.
Irahola integró el grupo con Alberto Hassán (primer tenor), Aníbal Bresco (segundo tenor) y Federico Galiana (bajo). Más adelante Bresco sería reemplazado primero por Rubén Verna y luego por Marcelo Balsells en 1982, quien permanecería desde entonces.

## Discografía

### Álbumes con Opus Cuatro
1. Opus Cuatro-Op. 4 - Vol IV, 1976
2. Opus Cuatro-CBS, 1980
3. Militantes de la vida, 1984
4. Un nuevo tiempo, 1987
5. Por amor, 1992
6. Jazz, spirituals, musicals, 1993
7. Opus Cuatro canta con los coros argentinos, 1994
8. No dejes de cantar, 1996
9. Opus Cuatro canta con los coros argentinos, volumen II, 1997
10. Milagro de amor, 1998
11. Opus Cuatro, se vuelve a más, 1999 (edición para Europa)
12. Cantata al Gral. Don José de San Martín, 1999, dirección musical de Luis María Serra
13. Opus Cuatro. Europa en vivo, 2000
14. Opus Cuatro, tangos, valses y milongas, 2001
15. Los opus y los vientos, 2003, con el grupo Cuatro Vientos (Julio Martínez, Jorge Polanuer, Diego Maurizi, Leo Heras)
16. Spirituals, blues & jazz, 2005
17. Opus Cuatro canta con los coros argentinos, volumen III, 2007
18. Latinoamérica vive, 2007, Radio Nederland
19. Opus Cuatro. Cuarenta años de canto, 2008

### Para ver y oír
- En la sección "Sala de Audio" del Sitio Oficial de Opus Cuatro Archivado el 2 de abril de 2009 en Wayback Machine., es posible escuchar fragmentos de sus temas.

- Datos: Q5895966